# 1-я Мясниковская улица
Пе́рвая Мяснико́вская у́лица — улица, расположенная в Восточном административном округе города Москвы на территории района Богородское.

## История
Улица получила своё название в XIX веке по фамилии домовладельца.

## Расположение
1-я Мясниковская улица проходит от Кузнецовской улицы на северо-восток, с юга к ней примыкает Токарная улица, 1-я Мясниковская улица пересекает Ланинский переулок, делает коленообразный изгиб на юг и снова северо-восток (на юг трассу 1-й Мясниковской улицы продолжает Андреево-Забелинская улица), ещё через 70 метров справа к ней примыкает Лукьяновский проезд; потом она поворачивает на юго-восток и проходит до Бульвара Маршала Рокоссовского. Нумерация домов начинается от Кузнецовской улицы.
В 1986 году в состав улицы в её восточной части был включён Хороводный (до 1922 г. Театральный) проезд, получивший название по проходившим здесь в XIX веке народным гуляньям, участники которых водили хороводы.

## Примечательные здания и сооружения
По нечётной стороне:
По чётной стороне:

## Транспорт
- По всей длине улицы во время ремонта трамвайных путей на Погонном проезде курсирует автобус № 04.
- На площади в начале улицы располагается трамвайное кольцо «Богородское» с одноимённой остановкой трамваев 2, 4, 7, 46: у западного конца улицы, на пересечении с Кузнецовской, Миллионной, 3-й Богатырской улицами и Погонным проездом

### Метро
- Станция метро «Бульвар Рокоссовского» Сокольнической линии и станция МЦК «Бульвар Рокоссовского» — восточнее улицы, на пересечении Открытого шоссе с Ивантеевской улицей и Тюменским проездом
- Станция метро «Преображенская площадь» Сокольнической линии — южнее улицы, на Преображенской площади на пересечении Большой Черкизовской улицы с Краснобогатырской улицей и Преображенским Валом